# Alarm pożarowy

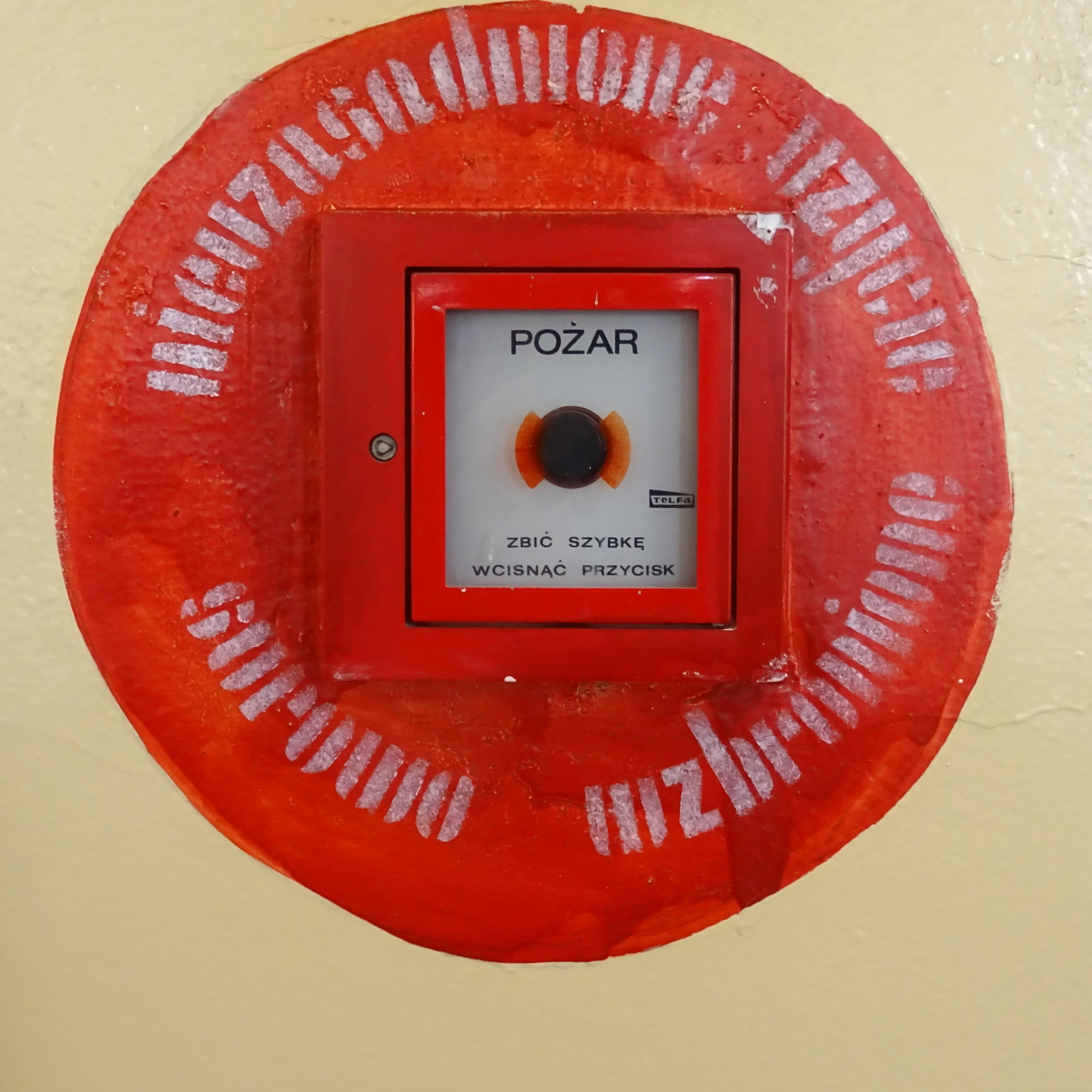
Przycisk alarmowy

Alarm pożarowy – sygnał alarmowy przewidziany do ogłoszenia w razie bezpośredniego lub pośredniego zagrożenia pożarem. Jest to rozkaz do natychmiastowego, pośpiesznego i zorganizowanego działania. Alarm to 5 dzwonków trwających po 3 sekundy z jednosekundowymi przerwami.